# La Cutufa
La Cutufa fue un sindicato financiero clandestino/ilegal chileno (apodado como la perra de un funcionario) que ofrecía a los inversionistas, en su mayoría oficiales del Ejército de Chile, tasas de interés libres de impuestos del 20% al mes. Fue creado por el Mayor Patricio Castro Muñoz, un alto funcionario de la Central Nacional de Informaciones (CNI) y estuvo activo desde 1984 hasta 1989, durante la dictadura de Pinochet. Después de que un inversionista descontento, el empresario de restaurantes, Aurelio Sichel, fuera asesinado por agentes de la CNI el 19 de julio de 1989, 4 generales y 16 oficiales fueron destituidos y 200 sancionados. Según los denunciantes, durante sus cinco años de funcionamiento, la banda del ejército manejó $50 millones de dólares.

## Desarrollo
Al inicio, La Cutufa comenzó con seis militares que cada uno de ellos puso cien mil pesos y luego de la crisis que afectó a los bancos en la década de los 80, se comenzó a captar grandes cantidades de dinero y acumularon un significativo pozo de varios de cientos de millones de pesos, los cuales no eran devueltos a sus integrantes, ya que sus integrantes recibían en forma periódica el dinero. Se acreditó -judicialmente-, que los afectados del Ejército perdieron alrededor de 480 millones de pesos. La investigación cifró, además, en 337 los “inversionistas” de esta financiera ilegal.
La Cutufa comienza con el empresario gastronómico de origen italiano Aurelio Sichel -de entonces 24 años-, quien junto a otros socios constituye la “Sociedad Gastronómica Rodizzio Limitada” para administrar el restaurante Rodizzio del Barrio Bellavista, pero poco después conoce al capitán y agente de la CNI, Patricio Castro, quien se presenta con el nombre de Felipe Errázuriz.
Posteriormente, tres de los socios originales se retiran de la sociedad del Rodizzio y venden sus partes al capitán Castro, quedando como socios él y Sichel. El primero pretende dejar la institución armada para dedicar tiempo completo a La Cutufa.
Sichel le comenta a Castro que la financiera no puede seguir operando en el restaurante, por lo que deciden  arrendar una oficina al frente del Rodizzio.
Luego del triunfo del NO en el plebiscito de 1988, Sichel comienza a evaluar la posibilidad de retirar su inversión en La Cutufa, entendiendo que esta financiera solamente puede funcionar bajo la protección de los militares que permanecerían en el poder hasta 1990.
El empresario de esta forma pide la devolución de su inversión, amenazando con dar a conocer públicamente información confidencial de operativos que realizó la CNI y que había escuchado en algunas reuniones con agentes de la policía secreta del régimen.
Esta amenaza no se concreta porque Sichel es asesinado en el portón de su parcela en Pirque, luego de que dos hombres se le acercaran por la espalda y le dispararan tres balazos.
El caso salió a la luz pública luego de que la familia de Aurelio Sichel, contratara al abogado Gastón Ureta para que investigara su extraña muerte. El jurista dio cuenta de que el asesinato de Sichel estaba ligado a la financiera ilegal que operaba al interior del Ejército y que lideraban oficiales que eran además agentes de la CNI.
Fue tan grande la repercusión que tuvo este caso que el general Augusto Pinochet llamó inmediatamente a retiro a 15 generales, incluso tuvo que renunciar el tercer hombre del Ejército, general Patricio Huanda, porque también tenía dinero en la financiera.